# Danh sách đĩa đơn quán quân Hot 100 năm 1995 (Mỹ)
Billboard Hot 100, công bố hàng tuần bởi tạp chí Billboard,  là bảng xếp hạng các đĩa đơn  thành công nhất tại thị trường âm nhạc Hoa Kỳ. Các số liệu cho việc xếp hạng  được Nielsen SoundScan tổng hợp chung dựa trên doanh số đĩa thường và  nhạc số và tần suất phát trên sóng phát thanh.
Dưới đây là danh sách các đĩa đơn đã đạt vị trí quán quân trên  Bilboard Hot 100 hàng tuần trong năm 1995.

## Bảng xếp hạng
| Ngày phát hành | Bài hát                               | Nghệ sĩ                     | Nguồn |
| -------------- | ------------------------------------- | --------------------------- | ----- |
| 7 tháng 1      | "On Bended Knee"                      | Boyz II Men                 |       |
| 14 tháng 1     | "On Bended Knee"                      | Boyz II Men                 |       |
| 21 tháng 1     | "On Bended Knee"                      | Boyz II Men                 |       |
| 28 tháng 1     | "Creep"                               | TLC                         |       |
| 4 tháng 2      | "Creep"                               | TLC                         |       |
| 11 tháng 2     | "Creep"                               | TLC                         |       |
| 18 tháng 2     | "Creep"                               | TLC                         |       |
| 25 tháng 2     | "Take a Bow"                          | Madonna                     |       |
| 4 tháng 3      | "Take a Bow"                          | Madonna                     |       |
| 11 tháng 3     | "Take a Bow"                          | Madonna                     |       |
| 18 tháng 3     | "Take a Bow"                          | Madonna                     |       |
| 25 tháng 3     | "Take a Bow"                          | Madonna                     |       |
| 1 tháng 4      | "Take a Bow"                          | Madonna                     |       |
| 8 tháng 4      | "Take a Bow"                          | Madonna                     |       |
| 15 tháng 4     | "This Is How We Do It"                | Montell Jordan              |       |
| 22 tháng 4     | "This Is How We Do It"                | Montell Jordan              |       |
| 29 tháng 4     | "This Is How We Do It"                | Montell Jordan              |       |
| 6 tháng 5      | "This Is How We Do It"                | Montell Jordan              |       |
| 13 tháng 5     | "This Is How We Do It"                | Montell Jordan              |       |
| 20 tháng 5     | "This Is How We Do It"                | Montell Jordan              |       |
| 27 tháng 5     | "This Is How We Do It"                | Montell Jordan              |       |
| 3 tháng 6      | "Have You Ever Really Loved a Woman?" | Bryan Adams                 |       |
| 10 tháng 6     | "Have You Ever Really Loved a Woman?" | Bryan Adams                 |       |
| 17 tháng 6     | "Have You Ever Really Loved a Woman?" | Bryan Adams                 |       |
| 24 tháng 6     | "Have You Ever Really Loved a Woman?" | Bryan Adams                 |       |
| 1 tháng 7      | "Have You Ever Really Loved a Woman?" | Bryan Adams                 |       |
| 8 tháng 7      | "Waterfalls"                          | TLC                         |       |
| 15 tháng 7     | "Waterfalls"                          | TLC                         |       |
| 22 tháng 7     | "Waterfalls"                          | TLC                         |       |
| 29 tháng 7     | "Waterfalls"                          | TLC                         |       |
| 5 tháng 8      | "Waterfalls"                          | TLC                         |       |
| 12 tháng 8     | "Waterfalls"                          | TLC                         |       |
| 19 tháng 8     | "Waterfalls"                          | TLC                         |       |
| 26 tháng 9     | "Kiss From A Rose"                    | Seal                        |       |
| 2 tháng 9      | "You Are Not Alone"                   | Michael Jackson             |       |
| 9 tháng 9      | "Gangsta's Paradise"                  | Coolio hợp tác với L.V.     |       |
| 16 tháng 9     | "Gangsta's Paradise"                  | Coolio hợp tác với L.V.     |       |
| 23 tháng 9     | "Gangsta's Paradise"                  | Coolio hợp tác với L.V.     |       |
| 30 tháng 9     | "Fantasy"                             | Mariah Carey                |       |
| 7 tháng 10     | "Fantasy"                             | Mariah Carey                |       |
| 14 tháng 10    | "Fantasy"                             | Mariah Carey                |       |
| 21 tháng 10    | "Fantasy"                             | Mariah Carey                |       |
| 28 tháng 10    | "Fantasy"                             | Mariah Carey                |       |
| 4 tháng 11     | "Fantasy"                             | Mariah Carey                |       |
| 11 tháng 11    | "Fantasy"                             | Mariah Carey                |       |
| 17 tháng 11    | "Fantasy"                             | Mariah Carey                |       |
| 25 tháng 11    | "Exhale (Shoop Shoop)"                | Whitney Houston             |       |
| 2 tháng 12     | "One Sweet Day"                       | Mariah Carey và Boyz II Men | [ 1 ] |
| 9 tháng 12     | "One Sweet Day"                       | Mariah Carey và Boyz II Men | [ 2 ] |
| 16 tháng 12    | "One Sweet Day"                       | Mariah Carey và Boyz II Men | [ 3 ] |
| 23 tháng 12    | "One Sweet Day"                       | Mariah Carey và Boyz II Men | [ 4 ] |
| 30 tháng 12    | "One Sweet Day"                       | Mariah Carey và Boyz II Men | [ 5 ] |